# کورولوس
کورولوس (به پرتغالی: Guarulhos) یک شهر چند میلیونی، شهر و municipality of Brazil در برزیل است که در ایالت سائوپائولو واقع شده‌است.

## خصوصیات
کورولوس ۳۱۸ کیلومترمربع مساحت و ۱٬۲۹۹٬۲۸۳ نفر جمعیت دارد و ۷۵۹ متر بالاتر از سطح دریا واقع شده‌است.